# スマート千葉
スマート千葉（スマートちば）は、かつて千葉県内のレジャー、観光、グルメなどの情報を発信する個人ブログと、千葉県内のニュース、行政情報、ふるさと納税やECサイトで扱う名産品の情報を集約したキュレーションサイトである。
千葉県千葉市で創業したIT企業ベイキューブシーが、千葉県の魅力ある商品、観光資源を日本全国や世界に向けて発信することを目的に立ち上げた。

## 特長
専門分野を持つ千葉県内のブロガーを地域レポーターに見立て、それぞれのブログを時系列、地域別、カテゴリー別、共通タグ別でグループ化して配信した。
2014年当初は、RSS技術を利用してブログ連携を行った。2017年のリニューアルを機に、独自開発にてFacebookページ連携を行った。

## 沿革
- 2014年7月31日 - 千葉情報まとめサイト「スマート千葉」を開始[2]。
- 2017年9月21日 - リニューアルオープン。サーバー強化による表示速度向上。サムネイル写真を多用する新デザイン。Facebookページからの投稿連携開始。多言語対応[3]。
- 2018年7月25日 - 常時SSL化。
- 2019年10月31日 - すべてのサービスを終了し、サイトをクローズ[4]。

## ロゴマーク

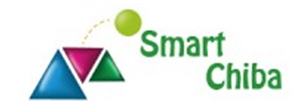
スマート千葉ロゴマーク

ロゴマークの募集を船橋情報ビジネス専門学校に依頼し、同校Webクリエイター科 2年の学生（当時）のデザインを採用した。

## イメージキャラクター

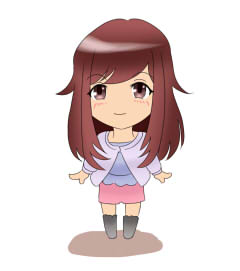
スマート千葉イメージキャラクター「千葉ちずる」（ちばちずる）

イメージキャラクターは千葉ちずる（ちばちずる）。フリーランスのイラストレーターおといちがデザインした。